# Chiasmia soror
Chiasmia soror is een vlinder uit de familie spanners (Geometridae). De wetenschappelijke naam van deze soort is voor het eerst geldig gepubliceerd in 2001 door Krüger.
De soort komt voor in tropisch Afrika.